# メキシコ国立工科大学
メキシコ国立工科大学 （Instituto Politécnico Nacional de México）は、メキシコの首都メキシコシティにある大学。略称はIPN。

## 概要
メキシコシティ北部にキャンパスがあり、210haの広大な敷地を占めている。学生数は約10万人でメキシコの理工系大学では最大級である。IPNには20を超える研究施設が付属しており、全国各地に点在している。
IPNのスポーツチームは伝統的にメキシコ国立自治大学とライバル関係にあり、対戦時は大勢の観衆を集める。

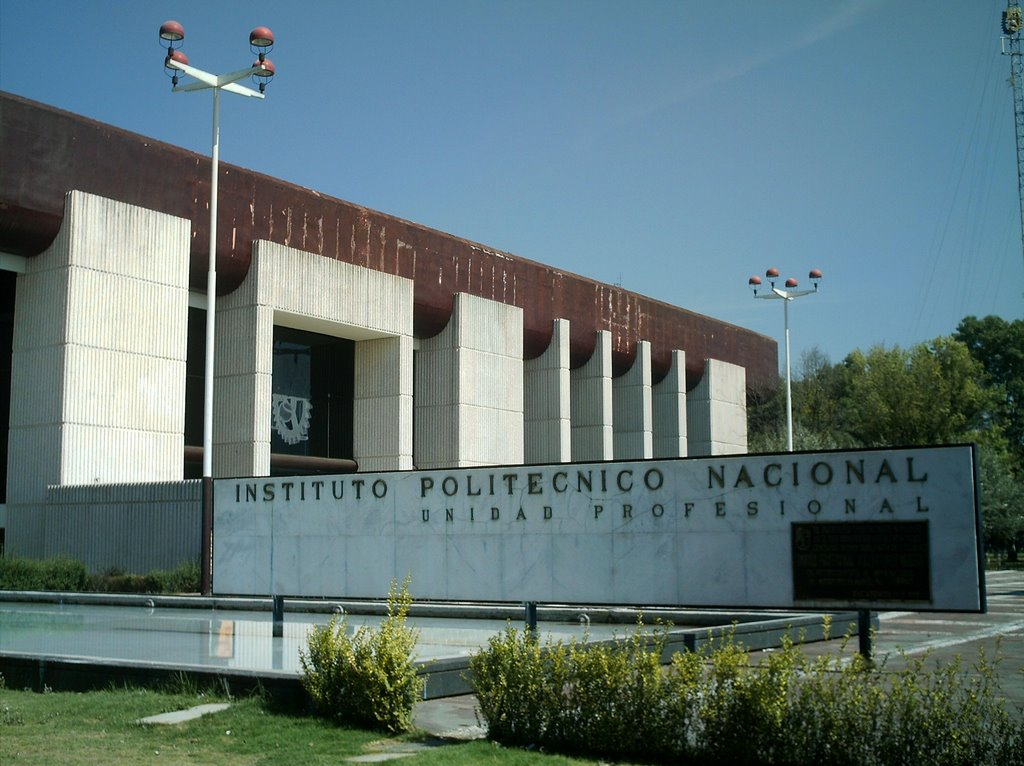
図書館